# Gestreepte Piet-van-Vliet
De gestreepte Piet-van-Vliet (Cacomantis sonneratii) is een vogel uit de familie Cuculidae (koekoeken).

## Verspreiding en leefgebied
Deze soort komt wijdverspreid voor in zuidelijk Azië en telt vier ondersoorten:
- C. s. sonneratii: van India en Nepal tot zuidelijk Indochina en Maleisië.
- C. s. waiti: Sri Lanka.
- C. s. fasciolata: Sumatra, Borneo en Palawan.
- C. s. musicus: Java en Bali.